# Dret civil valencià
El dret civil valencià és el dret civil que emana de les institucions valencianes, de manera separada del dret civil d'aplicació a nivell estatal. En altres paraules, és la competència exercida per la Generalitat Valenciana de regular les matèries de l'àmbit privat al territori del País Valencià. Històricament, aquesta competència prové dels furs de València. Aquests drets foren abolits el 1707 pel rei Felip d'Anjou i, després de 299 anys, foren recuperats amb una reforma de l'Estatut d'autonomia valencià de manera limitada, tal com posteriorment es va comprovar amb les sentències del Tribunal Constitucional.

## Dret foral
El dret foral valencià va ser el primer dret civil valencià. Va ser establit amb les Costums de València, concedides pel rei Jaume I a la ciutat de València el 1238-1239. Va ser derogat expressament el 1707 amb els Decrets de Nova Planta.
Després de l'aplicació dels Decrets de Nova Planta, va haver-hi diversos intents de recuperar el dret civil foral sense èxit durant el segle xviii. El propi rei Felip V va verbalitzar que el restituiria però va incomplir la seua paraula al no formalitzar-lo per consell d'algunes persones pròximes a ell i pel desinterès de part de la societat valenciana de l'època.

## Intent de recuperació
Amb la Constitució espanyola de 1978, es va establir una regulació de la distribució de les competències dins el territori de l'Estat espanyol. L'article 149.1.8 de la Constitució establia que la regulació del dret civil era competència exclusiva de l'estat central excepte als territoris on el dret civil propi existeix. La determinació de quines són les comunitats autònomes que entren dins l'excepció és una matèria controvertida en la doctrina.
Destaca que el propi Estatut d'autonomia valencià conté alguna regularització d'aspectes típics del dret civil valencià, com és el cas de l'art. 71, que regula l'herència.
La Llei 6/1986, de 15 de desembre d'arrendaments històrics va ser la primera llei civil valenciana després de l'abolició dels furs i, per tant, del dret civil valencià. Més endavant, va ser derogada per la Llei 3/2013 dels Contractes i altres Relacions Jurídiques Agràries.
A partir de la reforma de l'Estatut d'Autonomia de la Comunitat Valenciana (Llei orgànica 1/2006, de 10 d'abril), el govern valencià tractà de crear un codi civil valencià, amb inspiració foral. La reforma de l'Estatut suposava que la comunitat autònoma valenciana assumia "plenament la competència exclusiva per a legislar en matèria de dret civil". La legislació civil autonòmica ha de tindre aplicació preferent respecte a la legislació estatal, tal com estableix l'art. 149.3 CE i l'art. 13.2 del Codi Civil Espanyol.
Les lleis que va crear el govern valencià foren: la Llei 10/2007, de 20 de març, de règim econòmic matrimonial valencià, la Llei 5/2011, d'1 d'abril, de la Generalitat, de Relacions Familiars dels Fills i Filles els progenitors de les quals no conviuen, la Llei 5/2012, de 15 d'octubre, de la Generalitat, d'Unions de fet Formalitzades de la Comunitat Valenciana i la Llei 3/2013, de 26 de juliol, de la Generalitat, dels Contractes i altres Relacions Jurídiques Agràries. Malgrat açò, les distintes lleis valencianes que regulaven aspectes del dret civil (excepte l'última) van ser recorregudes pel govern de Zapatero i Rajoy al Tribunal Constitucional.
El Tribunal Constitucional es remeté als Decrets de Nova Planta en una sentència feta el 2016 per a justificar l'eliminació de cap possibilitat d'establiment del dret civil valencià. La llei valenciana de règim econòmic matrimonial valencià va ser cancel·lada per la Sentència 82/2016, suposant un detriment important a l'establiment d'un codi civil valencià, car també invalidava la llei 5/2011 i la llei 5/2012. Aquesta sentència principalment limita el dret civil valencià a l'àmbit de l'agricultura i consuetudinari. Açò implica que l'elevació a lleis dels costums és una de les poques coses que es pot fer en l'àmbit. Durant la publicació d'aquesta sentència, la Comissió de Codificació Civil Valencià tenia una esborrany del dret de successions.
El febrer de 2019, els partits de l'Acord del Botànic i el Partit Popular de la Comunitat Valenciana van donar suport a una iniciativa legislativa a les Corts Valencianes per a modificar la Constitució perquè permetera la recuperació del dret civil valencià de manera efectiva. El partit Ciutadans s'hi va oposar. El setembre del mateix any, Vox i Ciutadans s'oposaren a la reivindicació de la recuperació del dret civil valencià.